# ᴅ
Cette page contient des caractères spéciaux ou non latins. S’ils s’affichent mal (▯, ?, etc.), consultez la page d’aide Unicode.
ᴅ, appelé petite capitale D, est une lettre additionnelle de l’écriture latine qui est utilisée dans l’alphabet phonétique ouralien et a été utilisée dans le Premier traité grammatical islandais au Moyen Âge.

## Utilisation
Au Moyen Âge, l’auteur du Premier traité grammatical islandais a utilisé ‹ ᴅ › pour transcrire le d géminé.
Dans l’alphabet phonétique ouralien, ‹ ᴅ › représente une consonne occlusive dentale semi-voisée, notée [₍d̥₎] ou [d̥] avec l’alphabet phonétique international, par opposition à ‹ d › représentant une consonne occlusive dentale voisée, [d].
Dans certaines notations phonétiques américanistes, la petite capitale d ‹ ᴅ › est utilisée pour représenter consonne battue alvéolaire voisée [ɾ].
Certains auteurs utilisent la petite capitale d ‹ ᴅ › comme symbole non standard de l’alphabet phonétique international pour représenter une consonne roulée alvéolaire voisée, parfois prénasalisée ou en contraste avec ‹ r ›, utilisée pour une consonne roulée alvéolaire sourde.

## Représentations informatiques
La petite capitale D peut être représentée avec les caractères Unicode (Extensions phonétiques) suivants :
| formes    | représentations | chaînes de caractères | points de code | descriptions                              |
| --------- | --------------- | --------------------- | -------------- | ----------------------------------------- |
| minuscule | ᴅ               | ᴅ                     | U+1D05         | lettre minuscule latine petite capitale d |